# Marcaoue
Die Marcaoue ist ein Fluss in Frankreich, der im Département Gers in der Region Okzitanien verläuft. Sie entspringt in den Ausläufern des Plateau von Lannemezan, im Gemeindegebiet von Simorre, beim Weiler Les Aubes, entwässert generell in nordöstlicher Richtung und mündet nach rund 36 Kilometern im Gemeindegebiet von Touget als rechter Nebenfluss in die Gimone.

## Orte am Fluss
- Pellefigue
- Polastron
- Saint-André
- Gimont
- Escornebœuf
- Touget